# Вертинген
Вертинген (нем. Wertingen) — город в Германии, в земле Бавария. 
Подчинён административному округу Швабия. Входит в состав района Диллинген-ан-дер-Донау.  Население составляет 8793 человека (на 31 декабря 2010 года). Занимает площадь 51,80 км². Официальный код  —  09 7 73 182.